# Конажево (Познанський повіт)
Конажево (пол. Konarzewo, нім. Konradsfeld) — село в Польщі, у гміні Допево Познанського повіту Великопольського воєводства.
Населення — 1600 осіб (2011).
У 1975-1998 роках село належало до Познанського воєводства.

## Демографія
Демографічна структура станом на 31 березня 2011 року:
|          | Загалом | Допрацездатний вік | Працездатний вік | Постпрацездатний вік |
| -------- | ------- | ------------------ | ---------------- | -------------------- |
| Чоловіки | 818     | 198                | 551              | 69                   |
| Жінки    | 782     | 145                | 477              | 160                  |
| Разом    | 1600    | 343                | 1028             | 229                  |